# 奧斯瓦爾德熟化

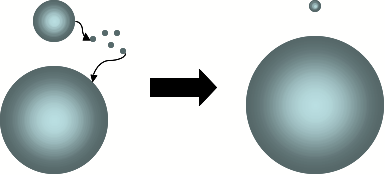
奧斯瓦爾德熟化的基本表示

奧斯瓦爾德熟化（或奧氏熟化）是一種可在固溶體或液溶膠中觀察到的現象，其描述了一種非均勻結構隨時間流逝所發生的變化：溶質中的較小型的結晶或溶膠顆粒溶解並再次沉積到較大型的結晶或溶膠顆粒上。 
威廉·奧斯特瓦爾德首次於1896年對上面提到的這種變化進行了描述。 奧氏熟化通常會出現在油包水乳劑中，而相對的在水包油乳劑中則會發生絮凝。 

## 機理
這個以熱力學為基礎的過程是由於大型顆粒能量低於小型顆粒而產生的。 該理論是根據顆粒表面分子由於能量高於顆粒內部分子而產生的不穩定性的事實所逆向推導出來的。
以一個由原子組成的立方結晶為例：所有在其內部的原子都和與其相鄰的6個原子緊緊相連，形成了非常穩定的結構，而處於其表面的原子則因為與之相鄰的原子少於6個，穩定性大打折扣。根據大型顆粒具有較低能量這個事實，較大型的結晶體相對於小型結晶體將具有較多的穩定的包含7原子的結構和較少的包含6原子或更少原子的結構。由於熱力學系統會不斷進行釋放能量的過程，在較小型結晶體表面的原子（上述的由於與等於或少於5個原子相連而能量較高的原子）會根據開爾文方程趨向於脫離該結晶體，溶解於溶劑中。如果所有的小型結晶體都在進行這個過程，溶劑中的自由原子的濃度將大大提高，當溶劑中的自由原子達到過飽和狀態時，它們將具有凝結到大型結晶體表面的趨勢；因此，在溶劑中，小型顆粒將不斷萎縮，而相對的大型顆粒不斷增大，同時溶質的整體平均半徑也不斷增加；可以認為在經過足夠長的時間之後，所有的溶質將最終變為一個巨大的球型的顆粒以達到表面積最小的效果（從而變為能量最低）。
奥斯瓦尔德成熟定量模型的研究历史悠久，并且有许多来历。1958年，Lifshitz和Slyozov在最慢的材料扩散的情况下进行成熟的奥斯特瓦尔德数学研究。他们首先表明了单个粒子如何在溶液中的生长情况。该方程式描述了在缩小的小颗粒与成长的大颗粒之间的边界。他们最后得出结论，粒子⟨R⟩的平均半径的增长如下：
{\displaystyle \langle R\rangle ^{3}-\langle R\rangle _{0}^{3}={\frac {8\gamma c_{\infty }v^{2}D}{9R_{g}T}}t}
代表数值：
| {\displaystyle \langle R\rangle } | = | 所有粒子的平均半径   |
| {\displaystyle \gamma }           | = | 粒子表面张力或表面能 |
| {\displaystyle c_{\infty }}       | = | 颗粒材料的溶解度     |
| {\displaystyle v}                 | = | 颗粒材料的摩尔体积   |
| {\displaystyle D}                 | = | 颗粒材料的质量扩散率 |
| {\displaystyle R_{g}}             | = | 理想气体常数         |
| {\displaystyle T}                 | = | 热力学温度和         |
| {\displaystyle t}                 | = | 时间                 |

请注意，数量⟨R⟩3不同于⟨R3⟩，只有后者可以用来计算平均交易量，并且⟨R⟩为t1/3的陈述依赖于⟨R⟩0为零；但是由于成核是一个与生长分开的过程，因此⟨R⟩0超出了方程的有效性范围。但是因为成核是一个独立于增长的过程，这使⟨R⟩0超出方程的有效性范围。在与⟨R⟩0的实际值无关的情况下，尊重所有术语含义的一种方法是采用方程的时间导数来消除⟨R⟩0和t。另一种这样的方法是在初始时间i为正值的情况下将⟨R⟩0更改为⟨R⟩i。
Lifshitz和Slyozov推导中还包含一个粒子尺寸分布函数f(R, t)的方程。为方便起见，将粒子的半径除以平均半径以形成一个新变量ρ=R(⟨R⟩)−1
{\displaystyle f(R,t)={\frac {4}{9}}\rho ^{2}\left({\frac {3}{3+\rho }}\right)^{\frac {7}{3}}\left({\frac {1.5}{1.5-\rho }}\right)^{\frac {11}{3}}\exp \left(-{\frac {1.5}{1.5-\rho }}\right),\rho <1.5}
三年后，利夫希茨（Lifshitz）和斯柳佐夫（Slyozov）发表了他们新的发现（俄语，1958年），卡尔·瓦格纳（Carl Wagner）对奥斯特瓦尔德成熟进行了自己的数学研究，检查扩散缓慢的两个系统以及粒子表面附着和分离较慢的两个系统。尽管他的计算和方法不同，但瓦格纳对于慢扩散系统得出的结论与Lifshitz和Slyozov相同。多年来一直没有注意到这种重复的推论，因为这两篇科学论文于1961年在《铁幕》的两面发表。直到1975年，卡尔威特才提出理论相同的事实并将它们组合到Lifshitz-Slyozov-Wagner或LSW Ostwald熟化理论中。许多实验和仿真表明LSW理论是可靠且准确的。甚至一些经历了旋节线分解的系统也已经显示出在生长的初始阶段后在定量研究上服从LSW理论。
瓦格纳（Wagner）得出结论，当分子的附着和分离慢于扩散时，则生长速率变为
{\displaystyle \langle R\rangle ^{2}={\frac {64\gamma c_{\infty }v^{2}k_{s}}{81R_{g}T}}t}
其中ks是附着的反应速率常数，单位为时间长度。由于平均半径通常是可以在实验中测量的值，因此很容易判断系统是否遵循慢扩散方程或慢附着方程。如果实验数据服从两个方程式，则很可能发生了另一种机理，并且未发生奥斯特瓦尔德成熟。
尽管LSW理论和奥斯特瓦尔德熟化旨在用于流体中的固体熟化，但奥斯特瓦尔德熟化也出现在液-液系统中，例如在水包油乳液聚合中。在这种情况下，由于单个单体分子在较大单体液滴中的更大溶解度，奥斯特瓦尔德熟化导致单体（即单个分子或原子）从较小液滴向较大液滴的扩散。该扩散过程的速率与单体在乳液的连续（水）相中的溶解度有关。这可能导致乳液不稳定（例如，通过乳化和沉淀）。

## 具体例子

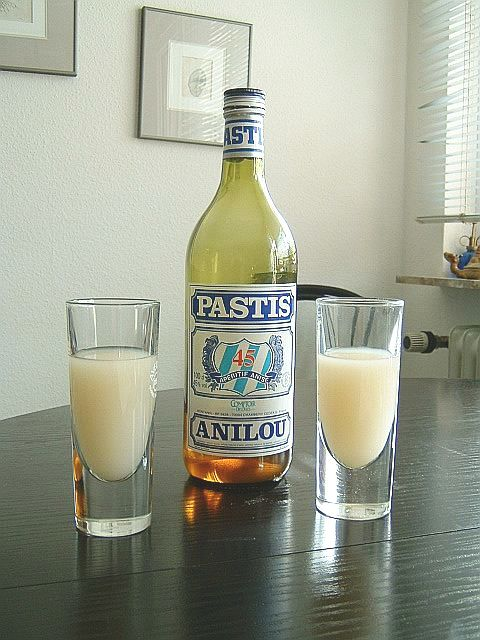
具体例子：法國茴香酒，油滴與水混合，透過奧斯特瓦爾德成熟而生長。

奥斯特瓦尔德熟化的日常示例是冰淇淋中水的重结晶，使旧冰淇淋具有坚韧，松脆的质地。较大的冰晶会以冰淇淋中较小的冰晶为代价生长，从而产生较粗糙的质感。
另一个美食方面的实例是乌佐效应，其中混浊的微乳状液中的液滴通过奥斯特瓦尔德熟化而生长。
在地质学中，这是质地变粗，固相线以下的固晶和晶体的老化或生长，低于固相线温度的现象。它通常被认为是正长石巨晶形成过程。作为控制成核和生长速率热化学限制的晶体生长的物理过程的替代方法。
在水溶液化学作用和沉淀物老化中，该术语是指较大晶体从较小尺寸的晶体中生长出来，而较小尺寸的晶体比较大的晶体具有更高的溶解度。在此过程中，最初形成的许多小晶体（原子核）缓慢消失，除了少数一些长大的晶体（以晶体的生长为代价）。较小的晶体充当较大晶体生长的燃料。限制奥斯特瓦尔德熟化用于量子点溶液合成的现代技术。奥斯特瓦尔德熟化也是沉淀物消化和老化的关键过程，这是重量分析的重要步骤。消化的沉淀物通常更纯净，并且更易于清洗和过滤。
奥斯特瓦尔德熟化也可能发生在乳浊液体系中，分子通过连续相从小液滴扩散到大液滴。当需要细乳液时，添加极疏水的化合物以阻止该过程的发生。
大气中液态水云中较大液滴的扩散生长以较小液滴为代价也被称为奥斯特瓦尔德熟化。

## 腳註
1. ↑  International Union of Pure and Applied Chemistry (IUPAC), The IUPAC Compendium of Chemical Terminology，4-th ed. (The Gold Book) (1997)。在線校正版: (2006–) "Ostwald ripening"。doi:10.1351/goldbook.O04348.html
2. ↑  W. Ostwald. 1896. Lehrbuch der Allgemeinen Chemie, vol. 2, part 1. Leipzig, Germany.
3. 1 2  Hubbard, Arthur T. . CRC Press. 2004: 4230  [2007-11-13]. ISBN 0824707591.
4. 1 2  Ratke, Lorenz; Voorhees, Peter W. . Springer. 2002: 117–118  [2007-11-15]. ISBN 3540425632.
5. ↑  Baldan, A. . Journal of Materials Science. 2002, 37 (11): 2171–2202. Bibcode:2002JMatS..37.2171B. doi:10.1023/A:1015388912729.
6. ↑  Lifshitz, I.M.; Slyozov, V.V. . Journal of Physics and Chemistry of Solids. 1961, 19 (1–2): 35–50. Bibcode:1961JPCS...19...35L. doi:10.1016/0022-3697(61)90054-3.
7. ↑  Wagner, C.  [Theory of the aging of precipitates by dissolution-reprecipitation (Ostwald ripening)]. Zeitschrift für Elektrochemie. 1961, 65 (7): 581–591  [2021-05-02]. doi:10.1002/bbpc.19610650704 (不活跃 2021-01-14). （原始内容存档于2017-07-29）.
8. ↑  Kahlweit, M. . Advances in Colloid and Interface Science. 1975, 5 (1): 1–35. doi:10.1016/0001-8686(75)85001-9.
9. ↑  Vladimirova, N.; Malagoli, A.; Mauri, R. . Physical Review E. 1998, 58 (6): 7691–7699. Bibcode:1998PhRvE..58.7691V. doi:10.1103/PhysRevE.58.7691.
10. ↑  Branen, Alfred Larry. . CRC Press. 2002: 724  [2021-05-02]. ISBN 978-0-8247-9343-2. （原始内容存档于2021-05-10）.
11. ↑  Clark, Chris. . Royal Society of Chemistry. 2004: 78–79  [2021-05-02]. ISBN 978-0-85404-629-4. （原始内容存档于2021-05-05）.
12. ↑  Mock, A. . Journal of Petrology. 2003, 44 (5): 833–849. Bibcode:2003JPet...44..833M. doi:10.1093/petrology/44.5.833.
13. ↑  Vengrenovich, R.D.; Gudyma, Yu. V.; Yarema, S. V. . Semiconductors. December 2001, 35 (12): 1378–1382. Bibcode:2001Semic..35.1378V. doi:10.1134/1.1427975.
14. ↑  McClements, David Julian; Henson, Lulu; Popplewell, L. Michael; Decker, Eric Andrew; Choi, Seung Jun. . Journal of Food Science. 2012, 77 (1): C33–C38. ISSN 1750-3841. PMID 22133014. doi:10.1111/j.1750-3841.2011.02484.x （英语）.
15. ↑  Wood, R.; Irons, S.; Jonas, P. R. . Journal of the Atmospheric Sciences. 2002, 59 (18): 2681–2693. doi:10.1175/1520-0469(2002)059<2681:HIITSR>2.0.CO;2.

## 其他鏈接
- Ostwald Ripening （页面存档备份，存于）一個奧氏熟化的3D動力學蒙特卡羅模擬